# San Ildefonso (Ilocos Sul)
San Ildefonso é um município de  quinta classe de renda municipal (d) na província Ilocos Sul, nas Filipinas. De acordo com o censo de 1 de maio  de  2020 possui uma população de 8 190 pessoas e 1 976 domicílios.